# Ixion (koraal)
Ixion is een geslacht van neteldieren uit de klasse van de Anthozoa (bloemdieren).

## Soort
- Ixion dinesenae Alderslade, 2001